# Dyce
Dyce, schottisch-gälisch Deis, ist eine industriell geprägte Ortschaft in der schottischen Council Area Aberdeen. Sie liegt rund acht Kilometer nordwestlich des Zentrums von Aberdeen am Westufer des Don. Nur wenige hundert Meter südlich beginnt der Aberdeener Stadtteil Bucksburn.

## Geschichte
Dyce entwickelte sich mit der Einrichtung eines Bahnhofs entlang der Hauptstrecke der Great North of Scotland Railway in den 1860er Jahren. Im Jahre 1934 wurde der Flughafen Aberdeen International in Dyce eröffnet. In den folgenden Jahrzehnten entwickelte die Ortschaft eine industrielle Prägung und es siedelten sich unter anderem Unternehmen aus der Lebensmittelindustrie, der Telekommunikation und der Ölverarbeitung in den neuentstandenen Industriegebieten von Dyce an.
Bei der Volkszählung 1841 lebten 470 Personen in Dyce. Die Einwohnerzahl wuchs rasch auf 1162 im Jahre 1881 an. Der höchste Stand wurde 1981 mit 7040 Personen registriert. Danach war die Einwohnerzahl rückläufig bis auf 5661 im Jahre 2001. Im Rahmen des Zensus 2011 wurden 5712 Personen in Dyce gezählt.
Tyrebagger (auch Dyce genannt) ist ein Steinkreis des Typs Recumbent Stone CircleS (RSC) von etwa 20 m Durchmesser, der westlich der Ortschaft liegt.

## Wirtschaft
Verschiedene Unternehmen aus dem Erdölsektor haben Niederlassungen in Dyce. Hierzu zählt BP, das seine Aktivitäten in der Nordsee von diesem Standort leitet, ebenso wie der US-amerikanische Konzern Halliburton. Des Weiteren unterhält die norwegische Aker Solutions eine Geschäftsstelle am Standort. Auf Grund der Nähe zum Flughafen Aberdeen, einem der beiden Drehkreuze von bmi regional, ist dieses Unternehmen ebenfalls in Dyce vertreten.

## Verkehr
Die Ortschaft ist direkt an der A944 (Aberdeen–Corgarff) gelegen. Rund drei Kilometer südlich verläuft die A96 (Aberdeen–Inverness). Der Bahnhof von Dyce wurde einst von Zügen auf der Hauptlinie der Great North of Scotland Railway bedient und bildete außerdem den Endbahnhof der Formartine and Buchan Railway. Heute halten dort Züge auf der Aberdeen to Inverness Line der First ScotRail. Diese bindet auch den in Dyce gelegenen internationalen Flughafen Aberdeens an.